# Quararibea aristeguietae
Quararibea aristeguietae là một loài thực vật có hoa trong họ Cẩm quỳ. Loài này được Cuatrec. miêu tả khoa học đầu tiên năm 1965.